# 20 Best of Plattfööt
20 Best of Plattfööt är det nionde musikalbumet av den tyska popduon De Plattfööt.

## Låtlista
1. Fru Püttelkow ut Hagenow
2. Disco up'n Dörp
3. Lud'n Jahn ut Doberan
4. De Isenbahnboomupundaldreier
5. Blues bi mi to Hus
6. Ja, so ein Hund...
7. Jochen un sien Gordn
8. Elsa von Trabant
9. Up'n Rasenden Roland
10. Wir aus dem Norden
11. An der Eck steiht'n Jung
12. Hubertusjagd
13. Aal, Aal, biet
14. Hüt abend süll he wedder bi
15. Ssü, ssa, harr'ck man Lütten
16. Blasmusik
17. Eenmal nach Rio
18. Nie wieder Mallorca!
19. Holiday on Molli an de See
20. Ierst mol ganz langsam
21. Dat ward wat